# Тоні Ллойд (тенісист)
Тоні Ллойд (англ. Tony Lloyd; нар. 3 грудня 1956) — колишній британський тенісист.
Найвищим досягненням на турнірах Великого шолома було 3 коло в парному розряді.

## Фінали Гран-прі за кар'єру

### Парний розряд: 1 (0–1)
| Результат | W-L | Рік      | Турнір         | Покриття | Партнер    | Суперники                 | Рахунок  |
| --------- | --- | -------- | -------------- | -------- | ---------- | ------------------------- | -------- |
| Поразка   | 0–1 | Лис 1979 | Париж, Франція | Тверде   | Джон Ллойд | Жан-Луї Ейє Жіль Мореттон | 6–7, 6–7 |